# Chevigney-sur-l’Ognon
Chevigney-sur-l’Ognon település Franciaországban, Doubs megyében. Lakosainak száma 294 fő (2022. január 1.). Chevigney-sur-l’Ognon Beaumotte-lès-Pin, Noironte, Recologne, Ruffey-le-Château és Brussey községekkel határos.

## Népesség
A település népességének változása:
| Lakosok száma | 95   | 212  | 240  | 244  | 252  | 280  | 292  | 291  | 290  | 294  |
|               | 1968 | 1982 | 1990 | 2006 | 2013 | 2015 | 2017 | 2019 | 2020 | 2022 |